# Pararge schakra
Pararge schakra är en fjärilsart som beskrevs av Vincenz Kollar 1844. Pararge schakra ingår i släktet Pararge och familjen praktfjärilar. Inga underarter finns listade i Catalogue of Life.

## Bildgalleri

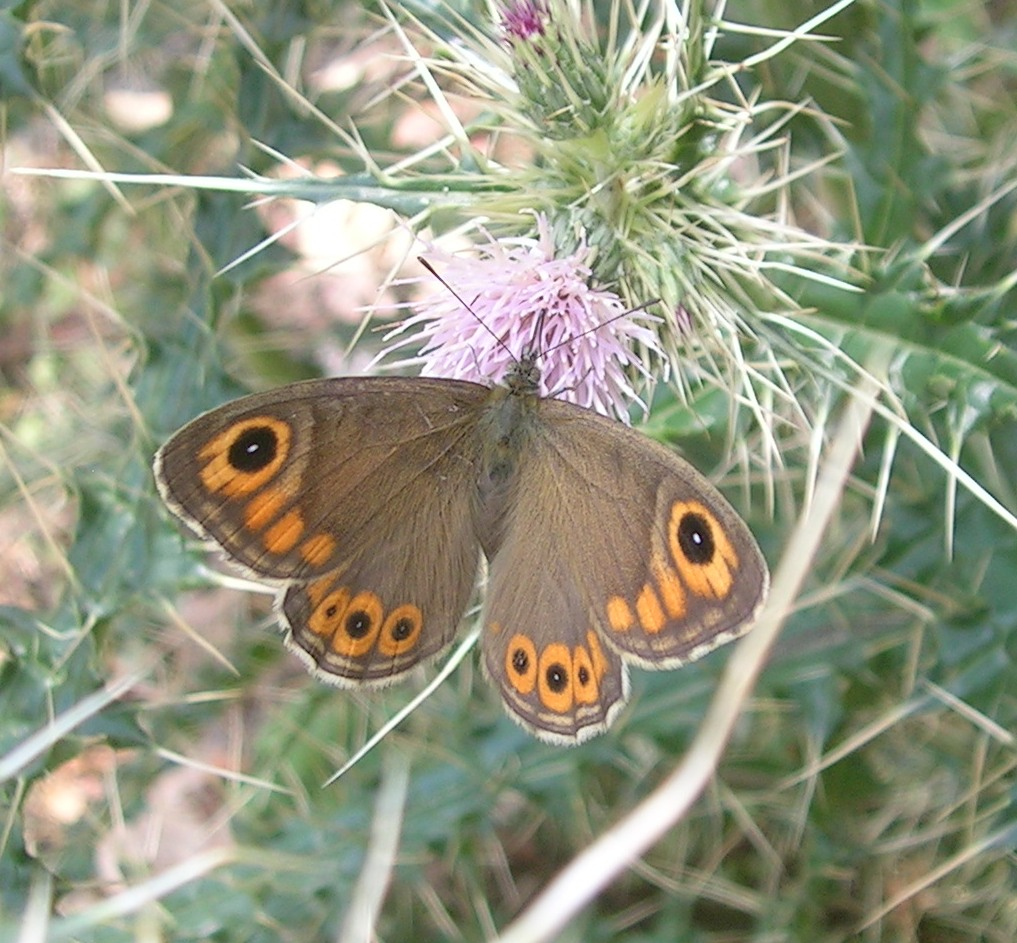
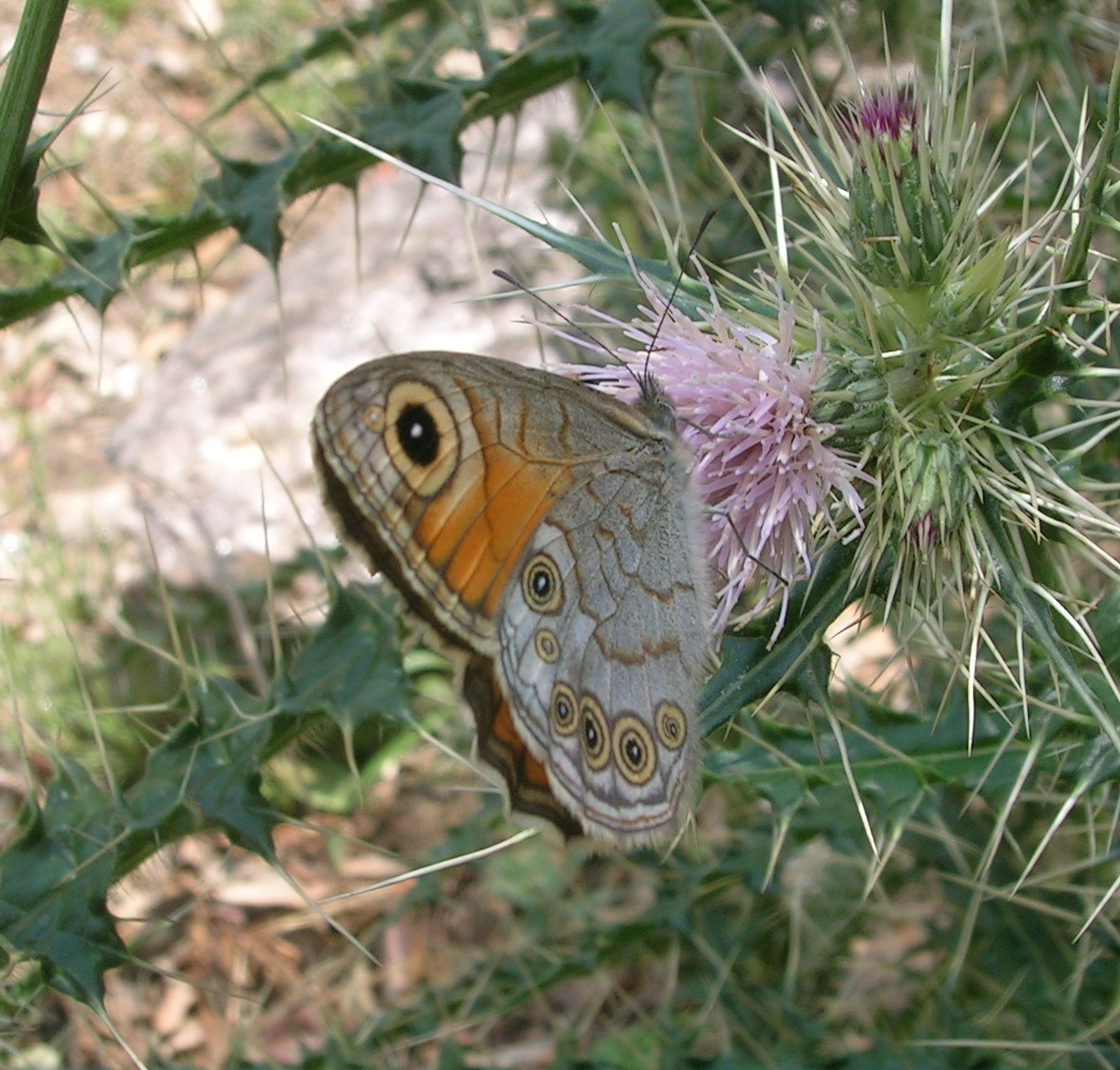
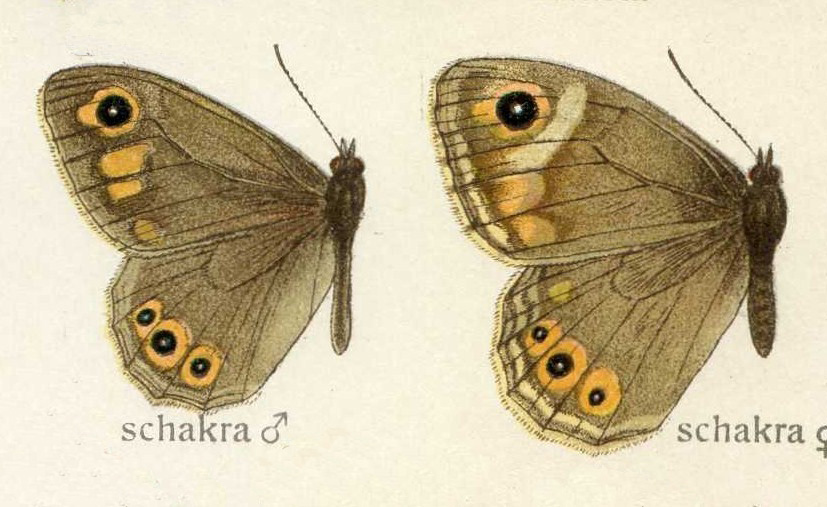